# Koralowina

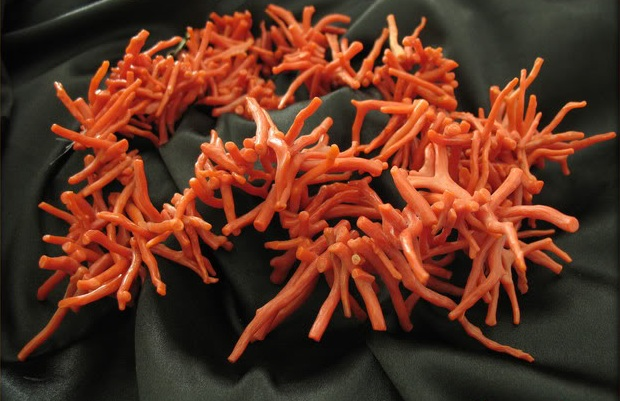
Koralowina C. rubrum w postaci drobnych gałązek

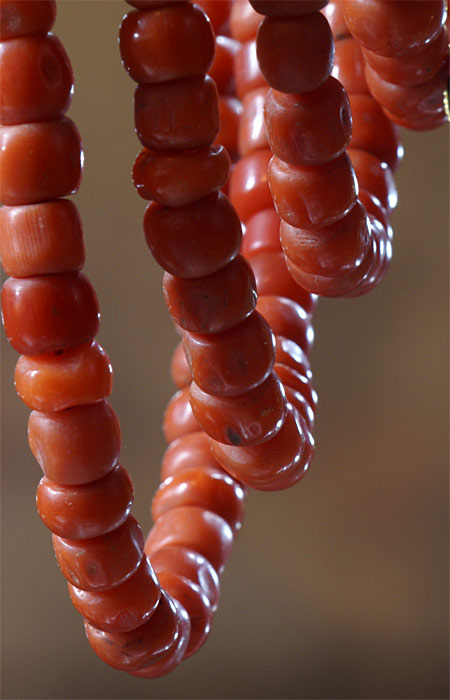
Sznury korali z koralowiny C. rubrum

Koralowina – szkielety morskich organizmów zwierzęcych koralowców używane jako surowiec w jubilerstwie do wyrobu biżuterii i innych przedmiotów artystycznych ze względu na piękno, rzadkość i względną trwałość.
Koralowina może być cięta, polerowana i poddawana innym zabiegom w celu otrzymania odpowiednio obrobionego kawałka surowca – koralu. W jubilerstwie pod kątem właściwości koralowiny korale (morskie organizmy i ich szkielety) dzieli się na szlachetne i nieszlachetne. Twarda koralowina korali szlachetnych, zbudowana głównie z węglanu wapnia, charakteryzuje się z natury ładnym i trwałym kolorem oraz nadaje się do bezpośredniego szlifowania i polerowania, po którym uzyskuje porcelanowy połysk. Miękka lub porowata koralowina korali nieszlachetnych wymaga poddania zabiegom jubilerskim i barwieniu, aby uzyskać trwały i atrakcyjny komercyjnie wygląd.
Najbardziej znanym koralem szlachetnym jest czerwony śródziemnomorski Corallium rubrum. Korale szlachetne mogą mieć również inne kolory, np. biały, różowy lub łososiowy. 
Przykładami korali nieszlachetnych, których koralowina jest stosowana do wyrobu biżuterii są np. koral gąbczasty, bambusowy czy czarny.
Gatunki koralowców zaliczane w jubilerstwie do korali szlachetnych i nieszlachetnych stanowią razem osobną grupę polifiletyczną. Określenie koral nie jest w tym kontekście terminem naukowym, ale raczej amatorskim i trudnym do zdefiniowania.
W sprzedaży znajdują się też wyroby jubilerskie z materiałów imitujących wygląd koralowiny, które nie posiadają charakterystycznych dla niej cech chemicznych, fizycznych ani strukturalnych, np. wyroby z plastiku czy drewna.

## Korale szlachetne

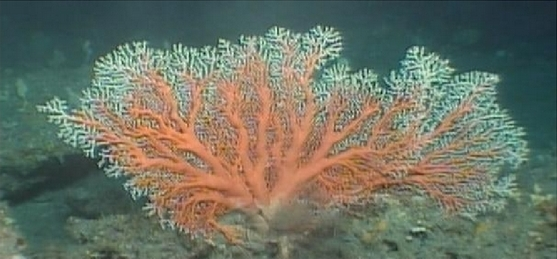
Żywy koral szlachetny C. elatius na dnie w Archipelagu Nansei

W jubilerstwie do korali szlachetnych zaliczane są szkielety morskich zwierząt koralowców pochodzących wyłącznie z rodziny Coralliidae. Rodzina Coralliidae obejmuje trzy rodzaje (Corallium, Pleurocorallium i Hemicorallium) i zawiera ponad 40 gatunków korali. Korale szlachetne z rodziny Coralliidae występują w oceanach strefy tropikalnej, subtropikalnej i umiarkowanej, lecz w celach handlowych są poławiane jedynie w Morzu Śródziemnym i w północnej części Pacyfiku. Ich kolonie są rozgałęzione i wachlarzowate lub krzaczaste, przypominając z wyglądu małe drzewka. Mogą osiągać średnicę do 50 cm. Kształt kolonii często odgrywa rolę w identyfikacji korali szlachetnych. 

### Siedlisko życia

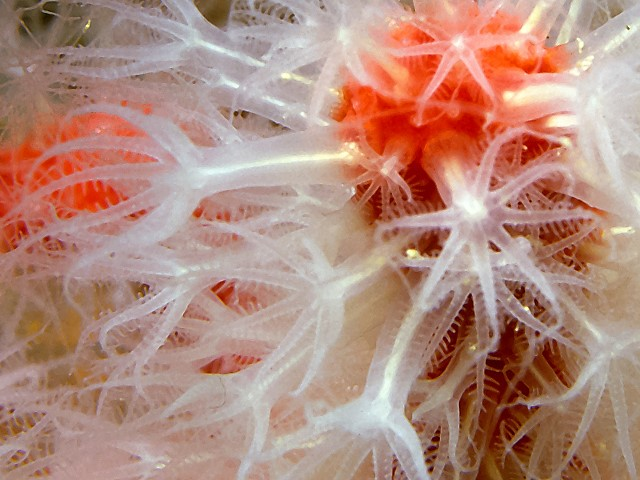
Polipy C. rubrum

Wszystkie polipy korali szlachetnych żyją w stosunkowo głębokich wodach i nie budują raf. Ich kolonie mają na ogół postać drzewiastą. Są organizmami długo żyjącymi, wiele gatunków prawdopodobnie może żyć dłużej niż 100 lat. Mają wolne tempo wzrostu oraz późny i niski współczynnik reprodukcji. Nie żyją w symbiozie z zooksantelami. Prowadzą osiadły tryb życia na dnie morza. Budują twardy szkielet z węglanu wapniowego. Odżywiają się przez filtrowanie z wody cząsteczek sestonu. Zwykle są rozdzielnopłciowe (wtedy tworzą osobne kolonie męskie i żeńskie, tzn. wszystkie polipy w jednej kolonii wytwarzają spermę, podczas gdy wszystkie polipy w drugiej kolonii produkują wyłącznie komórki jajowe). Po zapłodnieniu powstaje larwa, która następnie przekształca się w polip. Polipy mogą żyć pojedynczo lub tworzyć kolonie. U dołu kolonii polipy giną, ale w górnej części i po bokach powstają coraz to nowe polipy, które budując swoje szkielety zwiększają masę koralowiny. 
Wszystkie korale szlachetne występujące w wodach Zachodniego Pacyfiku wymagają do wzrostu skalistego podłoża, wolnego od osadów i najlepiej rozwijają się na obszarach, gdzie prądy morskie są umiarkowane do silnych. Temperatura wody, w zależności od głębokości, waha się tu od 14 °C do 3 °C.
Odkrycie nowych siedlisk szlachetnych korali prowadziło zawsze do intensywnej eksploatacji (tzw. „koralowa gorączka”) aż do wyczerpania surowca.
Korale szlachetne potrzebują dziesiątek lat, aby urosnąć i w przeciwieństwie do pereł, ich hodowla ze względów fizycznych i finansowych jest praktycznie niemożliwa. Wysokiej jakości korale szlachetne są obecnie rzadkością.
Po wydobyciu z morza polipy szybko umierają i można je wraz z miękkimi zewnętrznymi tkankami łatwo oddzielić od szkieletów. Wysuszone szkielety, koralowina, są surowcem jubilerskim.

### Koralowina

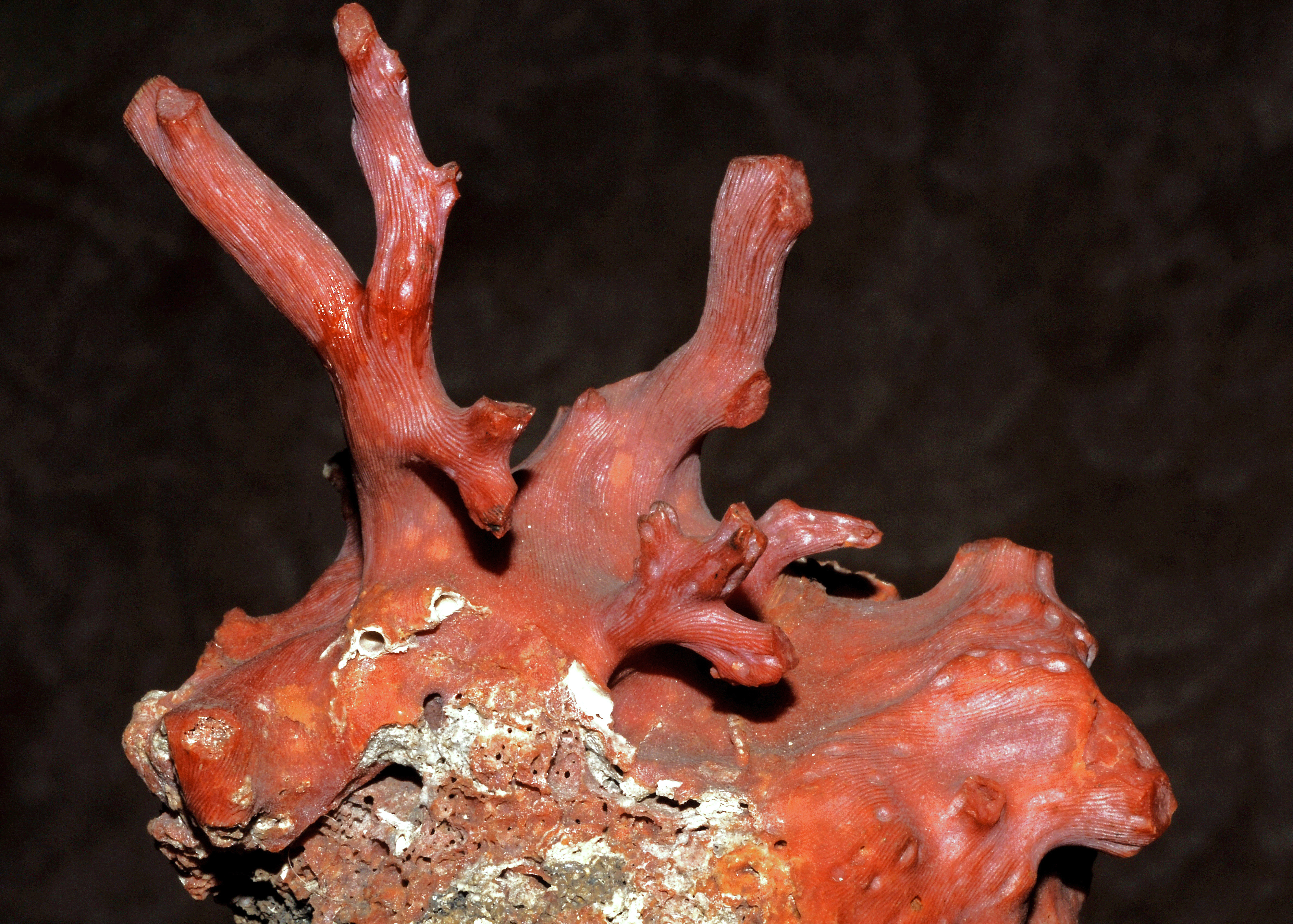
Drobne prążki na powierzchni nieoszlifowanej koralowiny C. rubrum widoczne po powiększeniu

Korale z rodziny Coralliidae mają bardzo twardy szkielet, wystarczająco twardy do bezpośredniego szlifowania i polerowania, lecz mogący łatwo ulec złamaniu. Po wypolerowaniu uzyskują porcelanowy połysk. Gęstość względna korali szlachetnych wynosi około 2,8, zaś twardość w skali twardości Mohsa wynosi 3. 
Szkielet korali szlachetnych zbudowany jest głównie z węglanu wapnia (w 82 do 87%) i węglanu magnezu (7%) w połączeniu z niewielką ilością materii organicznej, przyjmującego formę kalcytu magnezowego. Szkielet korali szlachetnych może także zawierać małe ilości siarczanu wapnia, tlenku żelaza i różnych fosforanów. Zawartość trzech głównych wapniowców – wapnia, magnezu i strontu zależy od warunków kalcyfikacji. Wolniejszy wzrost zwiększa udział strontu, a wyższa temperatura – magnezu. Zawartość magnezu i strontu nieznacznie różni się między różnymi częściami szkieletu. Tego pierwszego pierwiastka jest ok. 2,1–3,0%, a drugiego 0,17–0,29%.
Szkielet powstaje w wyniku ekstrakcji z wody węglanu wapnia i odkładania dookoła ciała. Twardy szkielet pełni funkcję ochronną. W razie zagrożenia polip o miękkim delikatnym ciele chowa się do środka i unika konfrontacji z drapieżnikiem. W miarę upływu czasu powstaje coraz większy szkielet. Także nowo powstałe polipy budują swoje szkielety. Szkielet pojedynczego korala nazywa się koralitem, a całej kolonii koralowiną.
Koralowina korali szlachetnych jest surowcem do obróbki jubilerskiej, po uprzednim oczyszczeniu z otaczającej ją tkanki zewnętrznej. Wykonuje się z niej m.in. oczka do pierścionków, zawieszki, amulety, naszyjniki, kolczyki i rzeźbione artystyczne przedmioty np. figurki. Korale szlachetne są zimne w dotyku.
Cechą charakterystyczną koralowiny korali szlachetnych z rodziny Coralliidae jest obecność bardzo drobnych równoległych prążków na powierzchni, rozciągających się podłużnie wzdłuż gałązek i znajdujących się w odległości 0,25 do 0,5 milimetra od siebie. 
Po oszlifowaniu ślady prążków są widoczne jako nikłe podłużne linie na powierzchni korala. Linie te z łatwością można zaobserwować na czerwonych koralach, natomiast bardzo trudno jest je dostrzec na koralach białych czy bladoróżowych, co utrudnia albo wręcz uniemożliwia identyfikację do poziomu rodziny Coralliidae.
Szkielety korali szlachetnych mogą zostać uszkodzone przez gąbki z rodziny Clionidae, które borują w nich połączone ze sobą otwory, w wyniku czego szkielet korala zostaje podziurawiony, uzyskując strukturę gąbczastą.

### Kolor koralowiny
Koralowina korali szlachetnych charakteryzuje się trwałym i intensywnym kolorem, jednolitym lub smugowatym. Korale szlachetne mogą być całkiem białe, ale zazwyczaj są w różnych odcieniach koloru różowego, łososiowe, pomarańczowe lub krwistoczerwone.
Kolor korali jest uwarunkowany obecnością karotenoidowego barwnika o nazwie kantaksantyna. Indywidualne kolonie często nie mają jednolitego zabarwienia na całym szkielecie. Występowanie smug o różnych odcieniach może obniżyć wartość rynkową.

### Zastosowanie

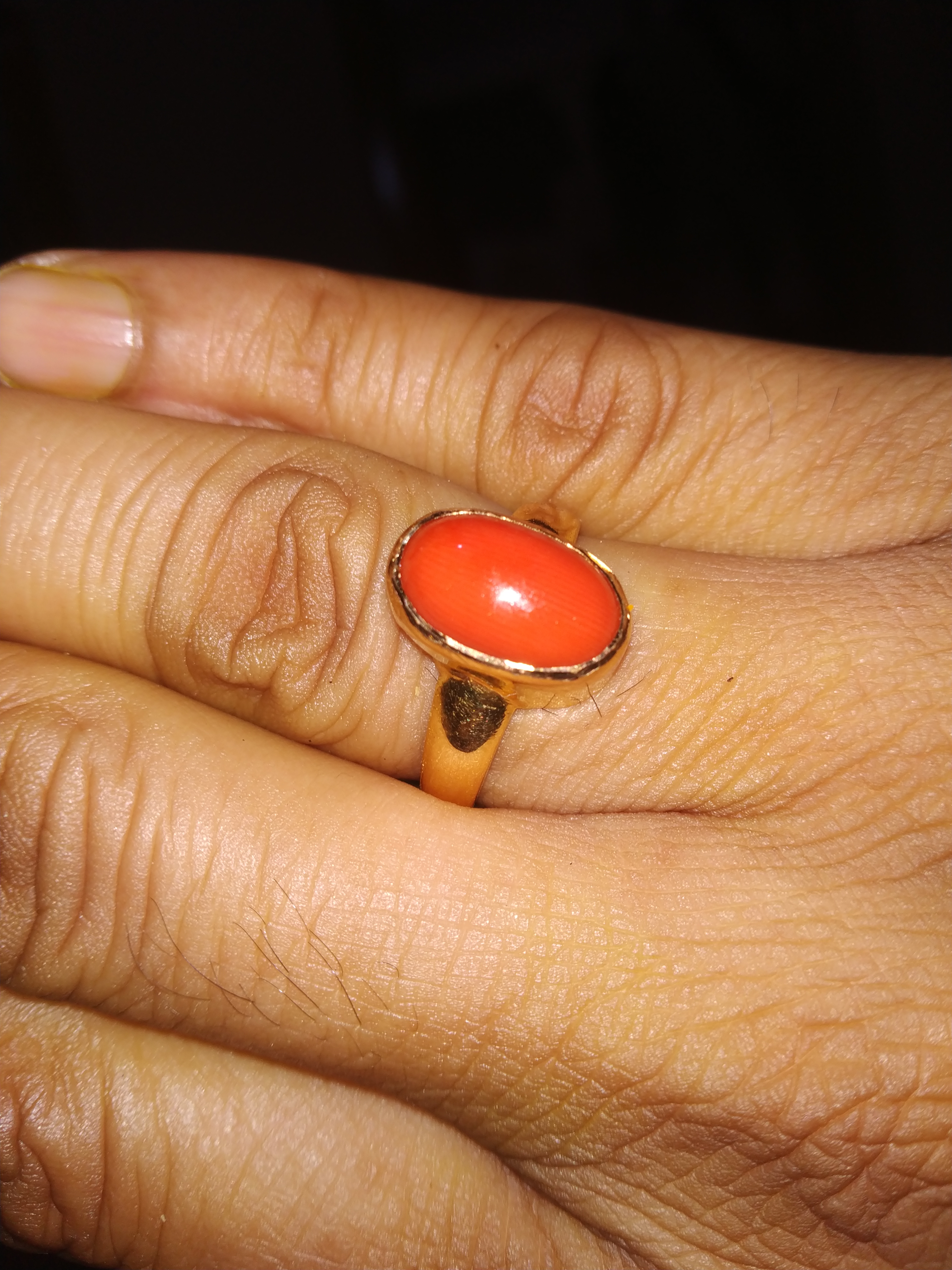
Pierścionek z koralem

W jubilerstwie koralowina, pomimo że jest pochodzenia organicznego-odzwierzęcego, jest zaliczana do kamieni szlachetnych. Innymi kamieniami ozdobnymi pochodzenia organicznego, obok koralowiny, są także bursztyn, perły, kość słoniowa, muszle i gagat, które nie są typowymi kamieniami szlachetnymi, lecz stanowią osobną kategorię w ich obrębie. 
Wartość koralowiny generalnie zależy od: wielkości, koloru, połysku, twardości i kondycji, czyli stanu, w którym koral znajdował się, gdy został wyłowiony oraz stopnia naturalnej erozji. Najwyższą wartość rynkową mają korale, które zostały zebrane, gdy były żywe i połączone z kolonią. Korale odłamane lub obumarłe w zależności od stopnia deterioracji mają mniejszą wartość lub mogą być całkowicie bezwartościowe.
Najbardziej cenione są duże korale o jednolitej ciemnoczerwonej lub różowawej barwie (skóra anioła). Ze szkieletów korali najczęściej wyrabia się korale i kaboszony, a także rzeźby i kamee.

#### Gatunki komercyjne
Korale szlachetne, których koralowina ma światowe znaczenie handlowe, obejmują sześć do ośmiu gatunków z rodziny Coralliidae:
- koral szlachetny Corallium rubrum – koralowina ma jednolity czerwony kolor; korale wyłowione w pobliżu Sciacca mają łososiowe lub jasne pomarańczowo-różowe zabarwienie
- Corallium japonicum (≡Paracorallium japonicum) – ciemno do bardzo ciemnoczerwony, krwistoczerwony, o białym wewnętrznym rdzeniu
- Pleurocorallium secundum (≡Corallium secundum) – koral biały, jasnoróżowy lub nakrapiany różowy
- Pleurocorallium elatius (≡Corallium elatius) – koral lekko czerwony, łososiowy, pomarańczowy lub w różnych odcieniach koloru różowego, o białym wewnętrznym rdzeniu
- Pleurocorallium konojoi (≡Corallium konojoi) – biały albo biały z czerwonymi lub różowymi plamkami
- Hemicorallium laauense (Midway deep-sea coral)[15][17] – jasnoróżowy koral z mocnymi czerwonymi znakowaniami, nigdy jednolity
- Hemicorallium regale – w kolorze granatu z odcieniami różowymi[17]
- Hemicorallium sulcatum – jednolicie różowy do fioletowego[17]

### Przechowywanie i pielęgnacja

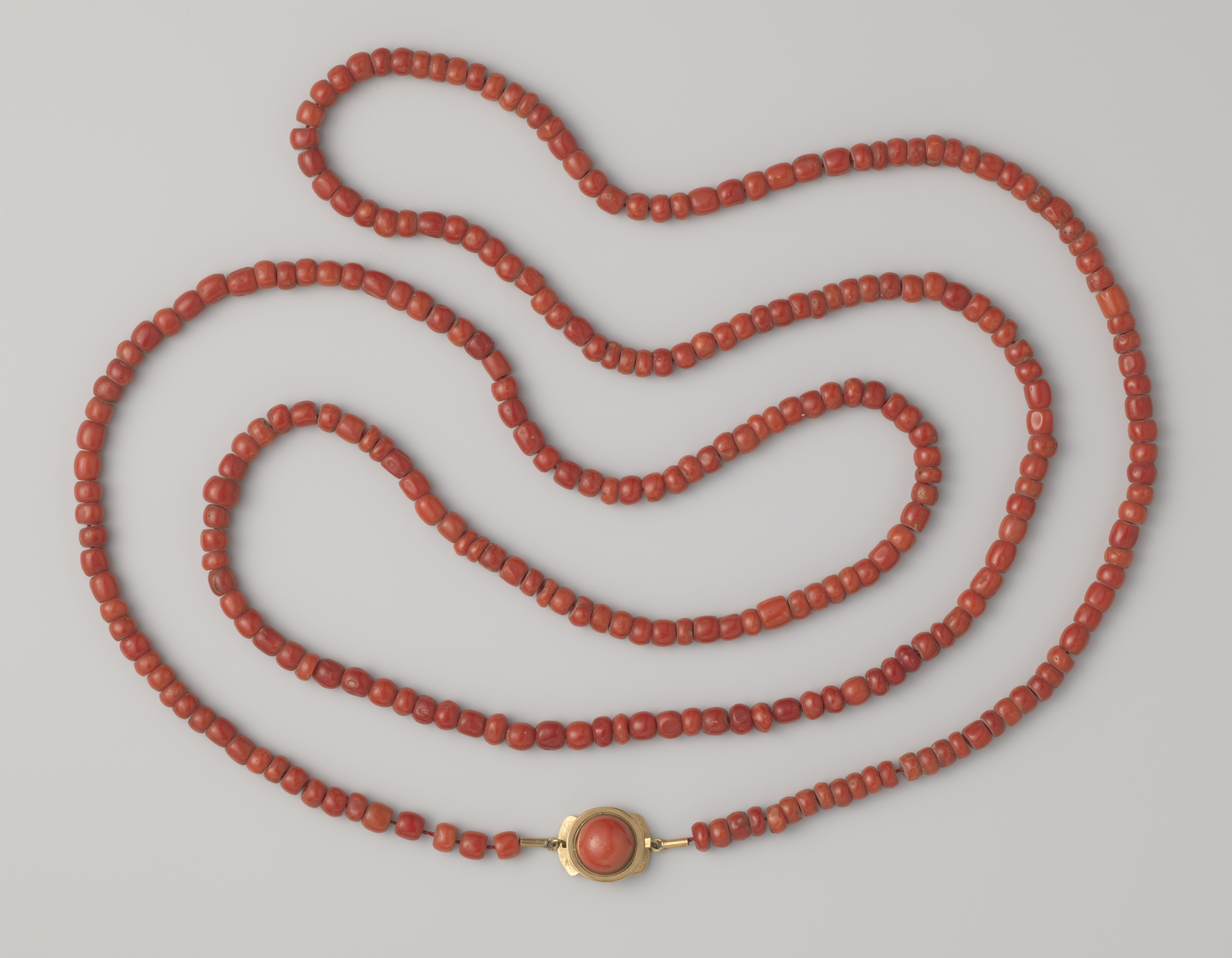
Sznur prawdziwych korali

Korale szlachetne są delikatne i stosunkowo miękkie. Należy obchodzić się z nimi ostrożnie. Kiedy nie są używane, to należy je przechowywać osobno, aby uniknąć zadrapań, w miejscu nie za suchym ani nie za wilgotnym. Można je czyścić miękką suchą lub co najwyżej lekko wilgotną ściereczką bawełnianą bez mydła. Nie wolno stosować do ich czyszczenia łaźni ultradźwiękowej. Należy unikać kontaktu korali z kolorowymi płynami, kwasami, rozpuszczalnikami (np. zmywacz do paznokci) i innymi chemikaliami oraz materiałami ściernymi. 
Korale o powierzchni zewnętrznej poddanej modyfikacjom nie nadają się do ponownego cięcia czy ponownego polerowania.
Korale są wrażliwe na mocne światło, w związku z tym nie należy nosić ich czy pozostawić przez dłuższy czas w warunkach silnego nasłonecznienia czy mocnego  oświetlenia elektrycznego (np. wystawa sklepowa, ekspozycja). Korale należy trzymać z dala od źródeł ciepła czy suszarek i unikać ekstremalnych zmian temperatury.
Perfum czy lakieru do włosów należy użyć przed założeniem biżuterii z korali. Korale są także wrażliwe na niektóre kremy i mydła, oraz ludzki pot, dlatego trzeba je co pewien czas delikatnie oczyścić. Ponadto zaleca się wymianę nici co 1 do 2 lat.
W celu ochrony powierzchni korali szlachetnych jubilerzy stosują bezbarwny wosk pochodzenia roślinnego, zwierzęcego lub mineralnego (parafina).

### Podrabianie

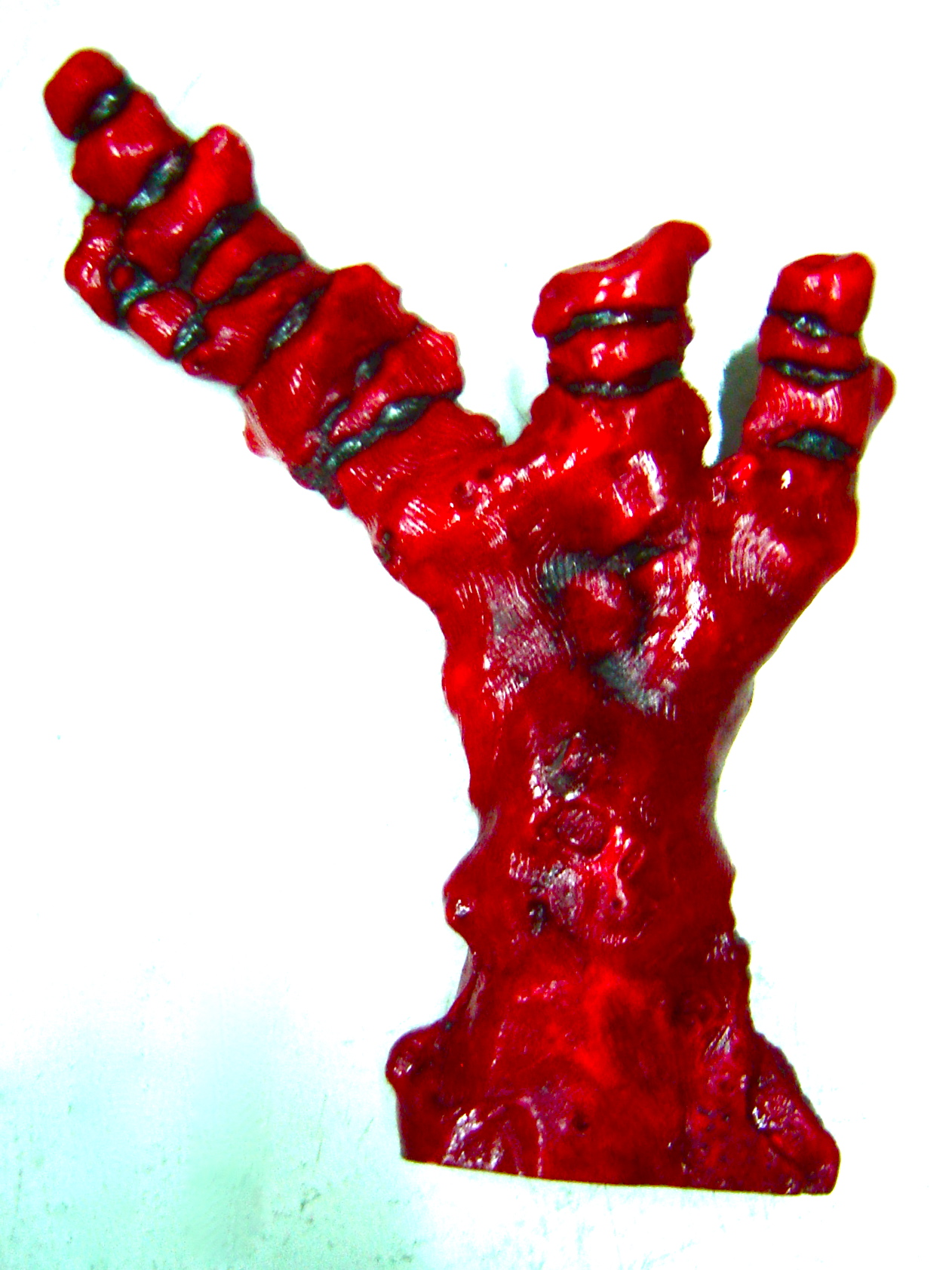
Podrabiany koral

Szlachetne korale mogą być sprzedawane w postaci całych wysuszonych kolonii, nieobrobionych gałązek i ich fragmentów lub już oszlifowanych koralików i gotowej biżuterii. W przypadku już oszlifowanych korali identyfikacja gatunku nie jest łatwa i może być ograniczona do poziomu rodziny Coralliidae. Nieobrobione i całe wysuszone okazy korali szlachetnych mogą zostać zidentyfikowane do poziomu gatunku przy użyciu mikroskopu elektronowego.
Po obróbce jubilerskiej koral szlachetny charakteryzuje się wysokim połyskiem, jest twardy i zimny w dotyku, czym różni się od korali zrobionych z plastiku o podobnym wyglądzie. Szklane podróbki tych korali nie mają widocznych podłużnych linii, zaś  korale bambusowe są farbowane i łatwo usunąć z ich powierzchni farbę zmywaczem do paznokci za pomocą wacika.
W handlu oferowane są także puder, pigułki, granulki, maść i płyn z korali.
Jako koral może być sprzedawany koral bambusowy ufarbowany odpowiednio na kolor czerwony lub czarny. Różne gatunki korali gąbczastych są impregnowane polimerami akrylowymi i również oferowane w sprzedaży jako koral. Innym tanim koralem sprzedawanym jako koral szlachetny jest różowy koral Scleractinia. Także bakelitowe i celuloidowe bransoletki mogą być przehandlowywane jako wyroby ze szlachetnych korali.
Drobne gałązki i fragmenty korali szlachetnych, o średnicy mniejszej niż 7 milimetrów, bywają mielone na proszek i łączone z żywicą epoksydową, a z utwardzonej masy są następnie wytwarzane korale rekonstytuowane.

## Korale nieszlachetne
W jubilerstwie terminem korali nieszlachetnych określa się korale o miękkiej lub porowatej koralowinie i z reguły o mało atrakcyjnym naturalnym kolorze. Do korali nieszlachetnych należą gatunki z rodzin Isidae, Primonidae, Zoanthidae, Helioporidae, Melithaeidae, Sylasteridae i rzędu Antipatharia. Ich porowaty szkielet musi zostać uprzednio impregnowany i wzmocniony wypełniaczem lub żywicą, a naturalny kolor często musi zostać wzmocniony lub zmieniony sztucznym barwnikiem, aby następnie można było wykorzystać je do produkcji biżuterii. Przykładami korali nieszlachetnych są: koral gąbczasty, koral niebieski czy koral bambusowy.

### Koral bambusowy

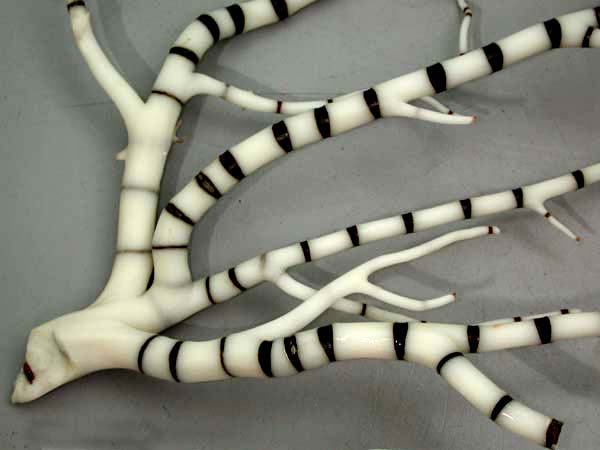
Fragment szkieletu martwego korala bambusowego

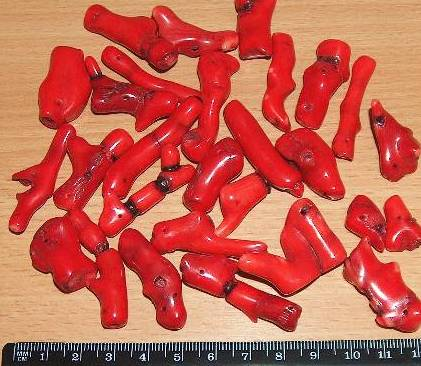
Paciorki z korala bambusowego ufarbowanego na czerwono z widocznymi ciemnymi fragmentami gorgoniny

Koral nieszlachetny, występujący prawie na całym świecie, głównie w pobliżu Tasmanii, Nowej Zelandii i Stanów Zjednoczonych w Pacyfiku. Koral bambusowy obejmuje gatunki z rodzaju Isis, Lepidsis i Acanella, przynależące do rodziny Isididae. 
Kolonie mogą mieć różne formy i mogą osiągać potężne rozmiary do powyżej 10 metrów.
Szkielety kolonii tych korali mają żółtawe lub lekko brązowawe międzywęźla zbudowane z węglanu wapnia, które są przeplatane ciemnymi brązowymi lub czarnymi węzłami z białkowej gorgoniny. Z wyglądu zewnętrznego przypominają laski bambusa, stąd nazwa. 
Szkielety korala bambusowego są najpierw bielone, a następnie farbowane najczęściej na czerwono lub różowo, aby imitować korale szlachetne. Koral bambusowy może być barwiony na najróżniejsze kolory. Biżuteryjne wyroby z korala bambusowego są bardzo powszechne w sprzedaży.
Ozdoby zrobione z dużych fragmentów korala bambusowego posiadają widoczne czarne węzły lub ich fragmenty nawet po ufarbowaniu, gdyż gorgonina nie absorbuje farby, jedynie drobne koraliki są ich pozbawione. Powierzchnia ufarbowanych korali bambusowych wykazuje nierównomierne zabarwienie (białawe, jaśniejsze w kolorze lub ciemniejsze miejsca, które pochłonęły więcej barwnika).
W dotyku wyroby z koralowiny korala bambusowego są zimne.
Podobny w wyglądzie do korala bambusowego koral Isis hippuris, szeroko rozpowszechniony w płytkich wodach w okolicy Australii, Indii, Indonezji, Japonii, Papui-Nowej Gwinei, Palau, Filipin i Tajwanu, tworzący gęsto lub rzadko rozgałęzione kolonie, jest również po ufarbowaniu wykorzystywany w jubilerstwie do wyrobu figurek, korali i naszyjników. Cechą charakterystyczną Isis hippuris są węzły cieńsze od międzywęźli, co sprawia, że międzywęźla mogą ulegać wybrzuszeniu, przyjmując kształt kulisty lub beczkowaty.

### Koral czarny

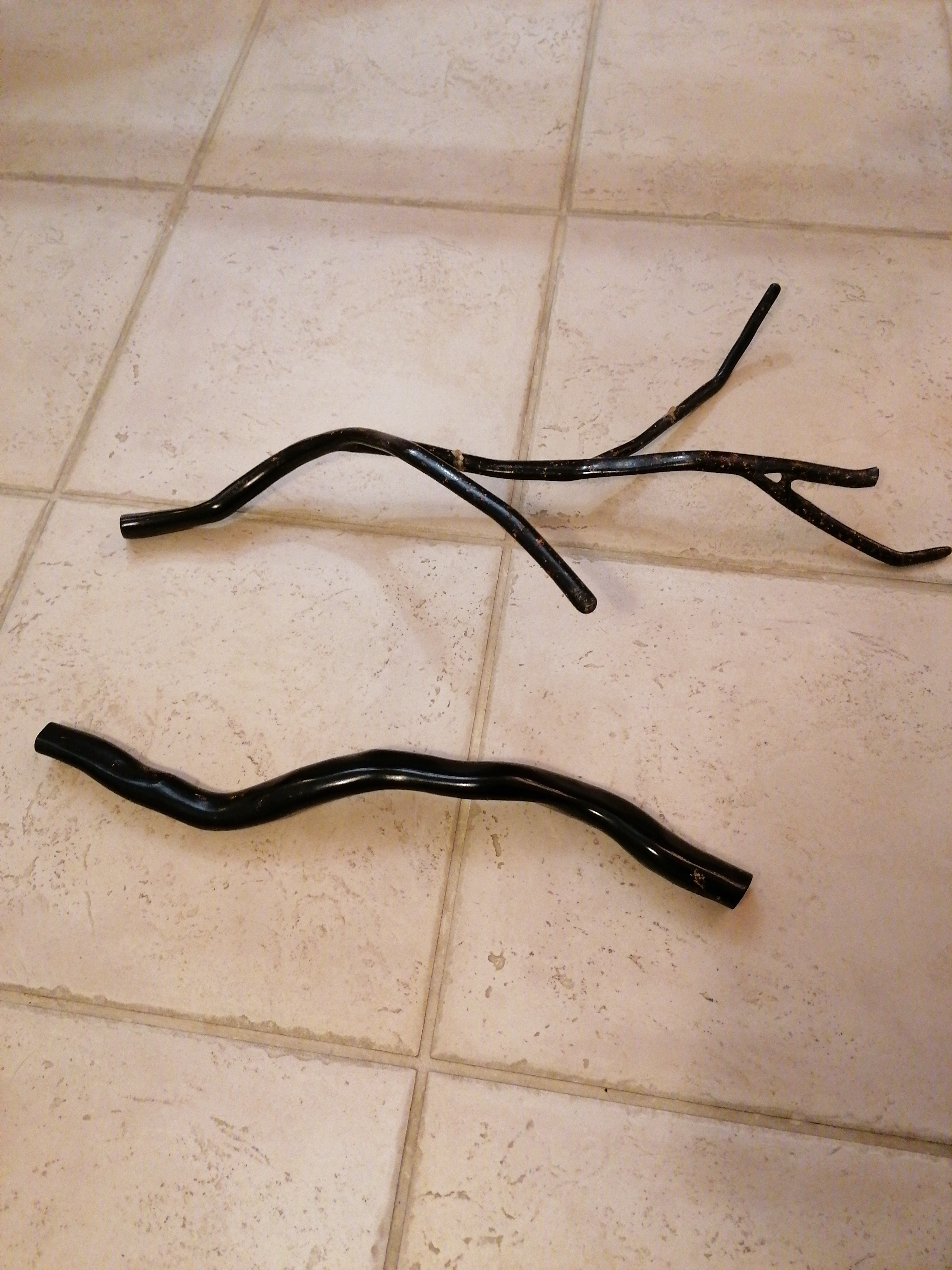
Czarny koral

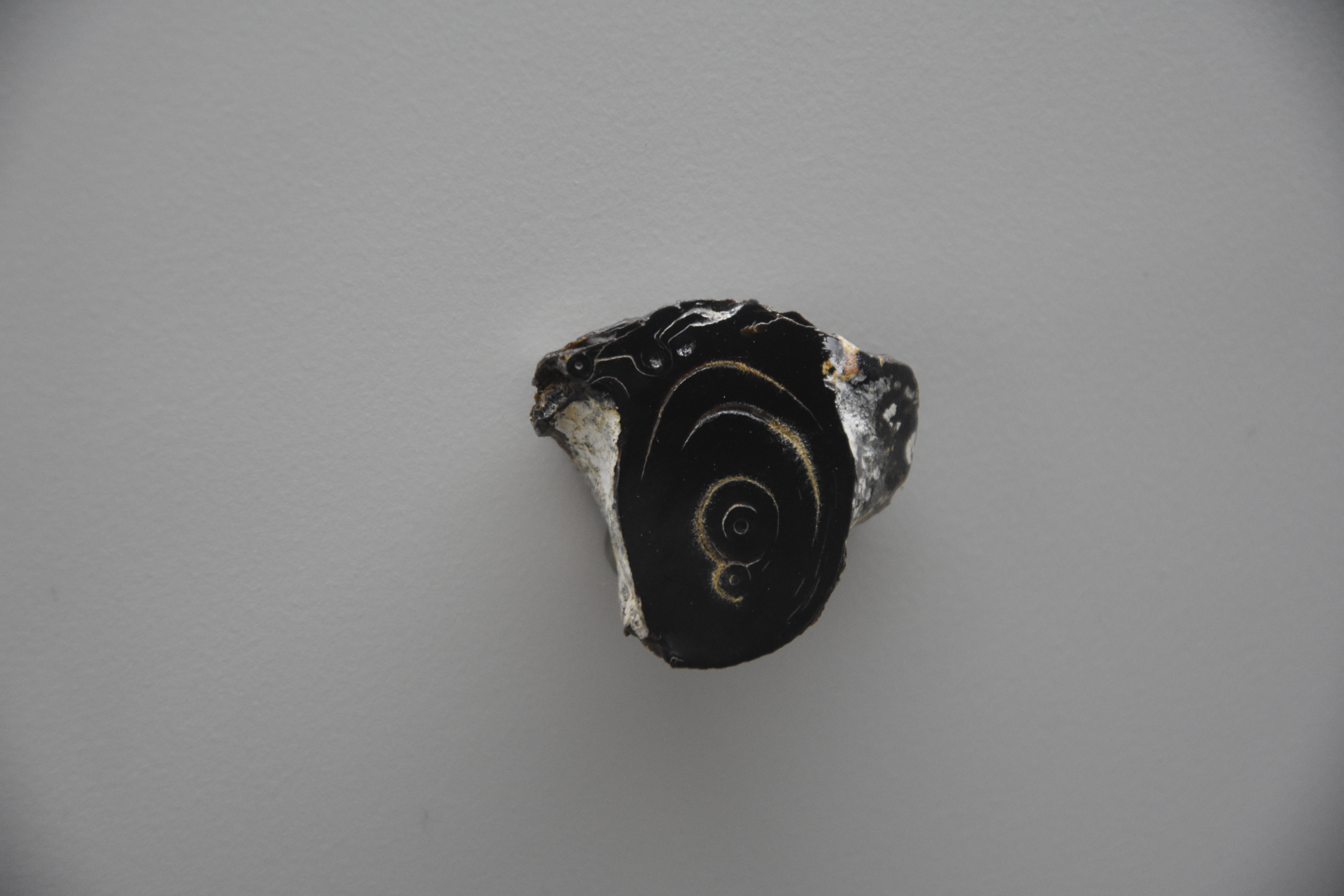
Czarny koral na przekroju poprzecznym

Pod nazwą korala czarnego sprzedawane są wyroby jubilerskie wykonane ze szkieletów korali przynależących do rzędu Antipatharia. Korale te występują w wodach strefy tropikalnej i subtropikalnej najczęściej na głębokości poniżej 20 metrów, lecz najobficiej są obecne na głębokości 30 do 80 metrów w wodach tropikalnych. W jubilerstwie powszechnie wykorzystywane są gatunki przynależące do trzech rodzajów: Antipathes (tworzą rozgałęzione kolonie), Stichopathes i Cirrhipathes (tworzą kolonie nierozgałęzione, podobne do prostego lub zwiniętego bicza).
Dokładniejsza, do poziomu rodziny czy rodzaju, nieinwazyjna identyfikacja czarnego korala przetworzonego do gotowych wyrobów np. oczka w pierścionku najczęściej nie jest możliwa. 
Szkielety Anthipatharia są zbudowane z białka, chityny i antypatyny (ang. antipathin), ułożonych w postaci kilku koncentrycznych warstw wokół środkowej okrągłej wnęki, przypominając nieco pierścienie drewna. Szkielety są solidne, elastyczne, termoplastyczne i wystarczająco twarde, aby mogły być polerowane. Ich cechą charakterystyczną jest obecność bardzo małych kolców (< 0,5 mm) najczęściej jedynie na powierzchni tylko najdrobniejszych gałązek. Kolce te znikają podczas szlifowania i polerowania, pozostawiając jedynie drobne kropki lub wgłębienia widoczne podczas oglądania w mocnym ukośnym oświetleniu. 
Tkanka okrywająca szkielety żywych czarnych korali może być zabarwiona albo nie, i może być półprzezroczysta lub nieprzeźroczysta. W przypadku wysuszonych okazów pozostawiona na szkielecie tkanka zewnętrzna traci kolor i z reguły staje się biała i nieprzezroczysta. 
Szkielety Antipatharia nie są zauważalnie zimne w dotyku. Powszechnie do produkcji ozdób są wykorzystywane szkielety o naturalnym kolorze od ciemnobrązowego do czarnego.
Pod wpływem stężonego roztworu nadtlenku wodoru (30% – 50%) w wyniku reakcji utleniania powierzchnia szkieletu czarnego korala zmienia barwę na złotą – jasno świecącą. Ta reakcja jest charakterystyczna wyłącznie dla szkieletów korali z rzędu Anthpatharia i może być stosowana do ich identyfikacji, jak i w celu odróżnienia od podróbek. Zmiana koloru z czarnego na złoty jest nieodwracalna, więc reakcji nie należy przeprowadzać na przedmiotach wartościowych.
Zmianie koloru z czarnego na złoty poddawane są głównie czarne korale z rodzaju Cirrhipathes o nierozgałęzionych koloniach podobnych do prostego lub zwiniętego bicza, uważane za mniej wartościowe. O biżuterii z nich wykonanej mówi się, że została zrobiona ze „złotego” koralu.

### Koral niebieski

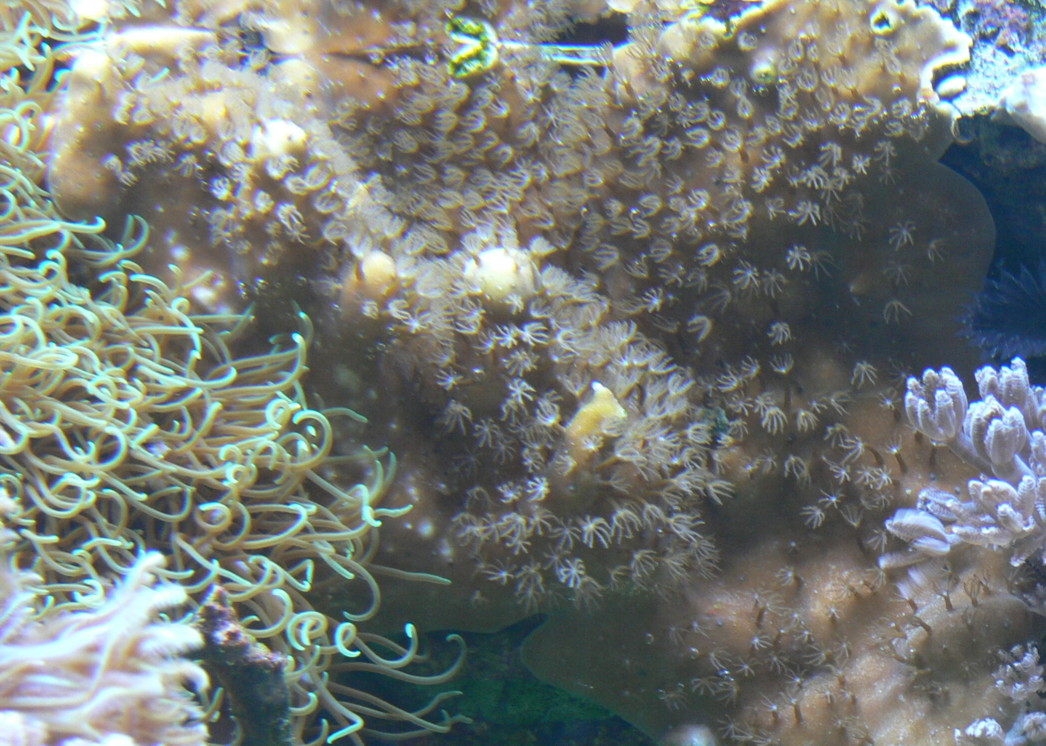
Heliopora coerulea – żywa kolonia

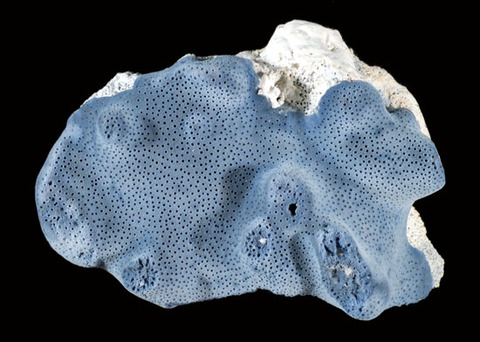
Heliopora coerulea – wysuszona próbka z Seszeli

Koral niebieski, czyli koral Heliopora coerulea, występuje w rejonie Indo-Pacyfiku, na niewielkich głębokościach, zwykle mniejszych niż 2 metry. Do tej pory największe kolonie odnaleziono w pobliżu Japonii. Kolonie mogą osiągać nawet ponad metr średnicy. Żywe kolonie mają kolor brązowy. Po oczyszczeniu z zewnętrznej tkanki szkielet ma na zewnątrz kolor szaroniebieski, a w środku niebieski. Powierzchnia szkieletu jest gładka i porowata. Małe pory o średnicy około 0,1 mm są liczniejsze, a duże pory o średnicy około 1 mm, będące otworami dla polipów, są mniej liczne. Szkielet korala niebieskiego jest zbudowany z aragonitu. 
W jubilerstwie szkielet korala niebieskiego jest najczęściej impregnowany stabilizującą żywicą, która zakrywa pory i nadaje mu gładkość, jednak miejsca porów pozostają w dalszym ciągu widoczne. Pory mogą też ulec zatkaniu pyłem podczas szlifowania i polerowania. W celach komercyjnych naturalny kolor korala może zostać wzmocniony barwnikiem. W handlu można spotkać wyroby z niebieskiego korala zarówno matowe, jak i błyszczące.

### Koral gąbczasty

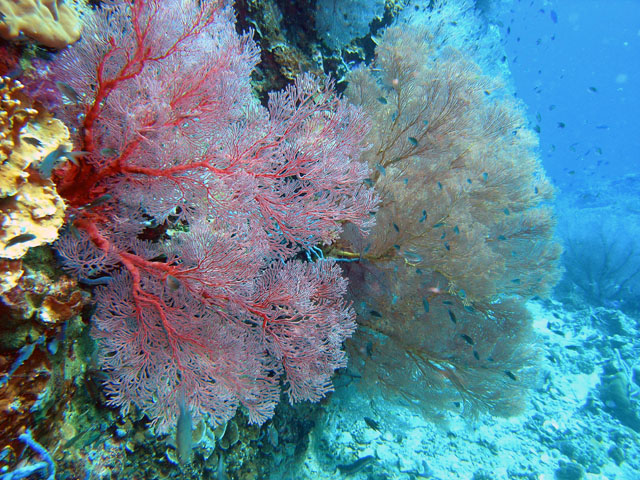
Melithaea ochracea może osiągać 1,5 metra wysokości i 1 metr szerokości

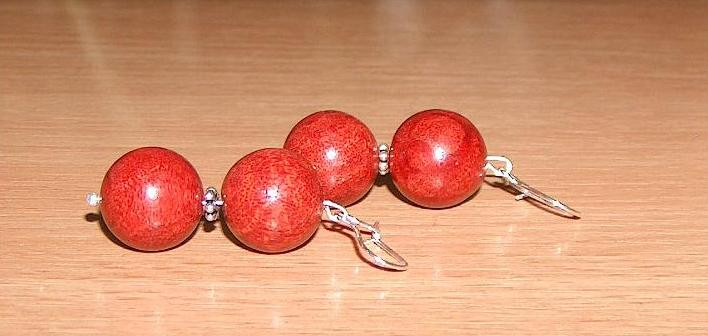
Kolczyki z korala gąbczastego

W jubilerstwie wyroby pod nazwą korala gąbczastego są zrobione ze szkieletów różnych gatunków korali z rodziny Melithaeidae. Kolonie tych korali występują wyłącznie w rejonach płytkich wód Indo-Pacyfiku. Ich szkielety są zbudowane z wapniowych międzywęźli i krótkich węzłów z gorgoniny. Zarówno węzły, jak i międzywęźla są perforowane kanałami. Węzły są solidne, ale elastyczne. Węzły mają zazwyczaj kolor jasnożółty lub brązowy, podczas gdy międzywęźla mają zazwyczaj kolor pomarańczowo-czerwony. 
Do produkcji biżuterii wykorzystywane są już oczyszczone z zewnętrznej tkanki i wysuszone grube szkielety pobrane z trzonów dużych kolonii. Cechą charakterystyczną szkieletów jest otwarta nieregularna porowata struktura i matowa, bardziej szorstka niż gładka, powierzchnia. Szkielety sprawiają wrażenie kruchych i gąbczastych, stąd wzięła się potoczna nazwa tego korala. Gotowe produkty z korala gąbczastego mają charakterystyczny wzór z żyłopodobnych pasm na powierzchni węzłów. Koraliki i inne wyroby z korala gąbczastego są często impregnowane żywicami, aby utwardzić i wzmocnić szkielet, oraz aby nadać powierzchni gładkości i połysku. Naturalny kolor koralików z korala gąbczastego jest często sztucznie intensyfikowany czerwonym barwnikiem.
Wyroby jubilerskie z korala gąbczastego ufarbowanego odwrotnie, czyli o ciemnych pasmach na jaśniejszym tle materiału z międzywęźli, określa się mianem wyrobów z „korala tygrysiego”. Naturalna powierzchnia koralików z korala gąbczastego ma pomarańczowo-czerwony kolor ze wzorem z jaśniejszych żółtawych żył.
Drobne fragmenty szkieletu korala gąbczastego bywają mieszane z żywicą, po czym odlewane są np. koraliki.

### Koral złoty

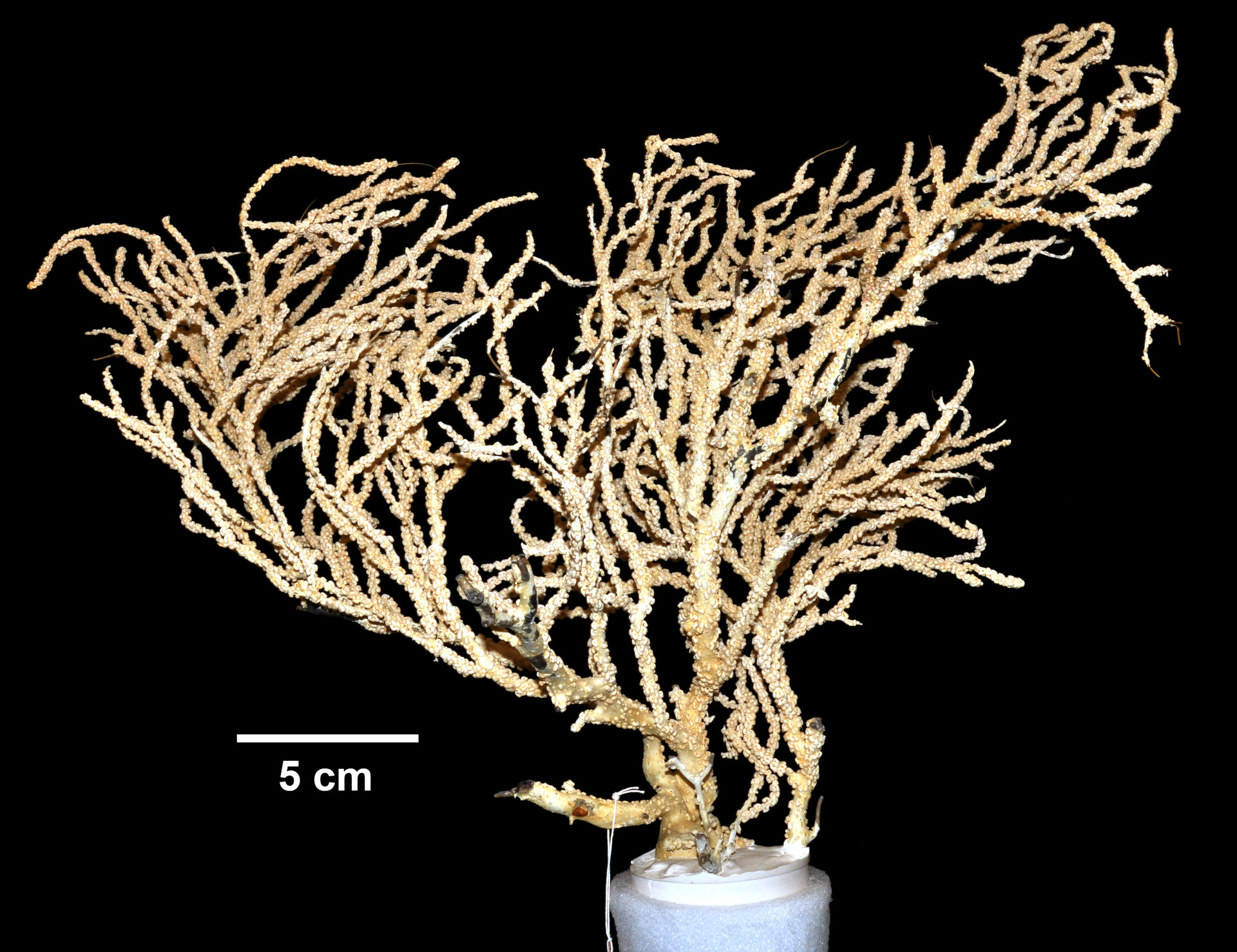
Primnoa resedaeformis

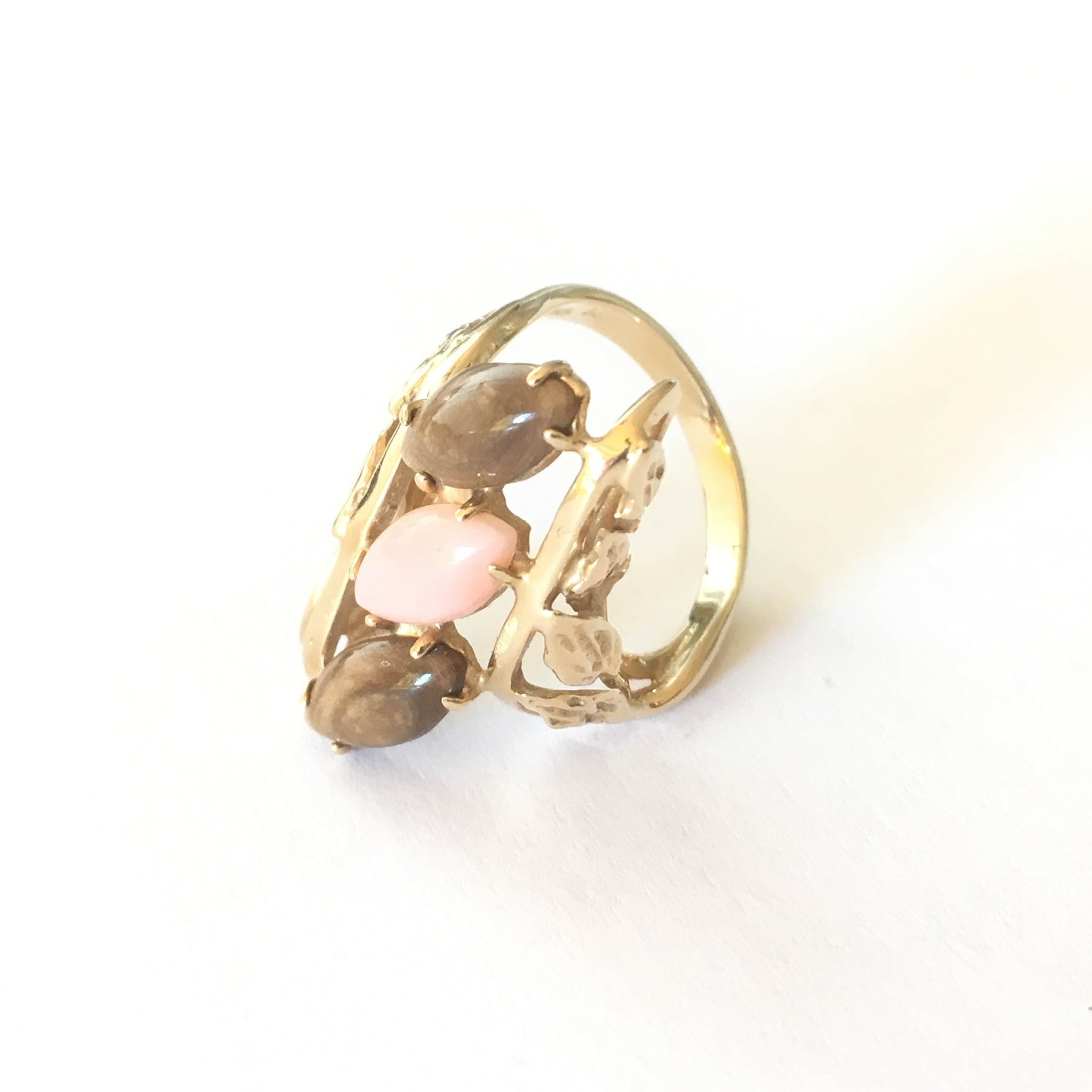
Pierścionek z różowym i dwoma „złotymi” koralami hawajskimi; wyrób z Honolulu

W sprzedaży „złoty” koral w wyrobach biżuteryjnych może zostać wykonany z koralowiny następujących korali:
- alaskańskiego złotego korala, czyli gatunków przynależących do rodzaju Primnoa, np. Primnoa resedaeformis, które obecnie odgrywają niewielką rolę w handlu; po oszlifowaniu i wypolerowaniu powierzchnia korala ma kolor od złoto-brązowego do brązowego i przypomina układem podłużnych linii na przekroju poprzecznym skrzemieniałe drewno lub agat[1];
- czarnego korala z rodzaju Cirrhipathes po uprzednim poddaniu reakcji utleniania stężonym nadtlenkiem wodoru, np. zanurzenie w 50% perhydrolu przez 80 minut, w wyniku której dochodzi do nieodwracalnej zmiany koloru, głównie powierzchni, z czarnego na złoty jasno świetlisty[1];
- hawajskiego złotego korala, czyli koralu z rodzaju Gerardia, występującego w wodach wokół Hawajów na głębokości 300 do 600 metrów i rosnącego na twardym podłożu; po wypolerowaniu szkielet Gerardia ma lśniący złoty kolor, ceniony[przez kogo?] w jubilerstwie, przed wypolerowaniem szkielet ma złoty kolor z czarnymi przebarwieniami, przypominając wyglądem „antyczny” mosiądz; obecnie niepoławiany (wg danych z 2009 roku).

### Stylasteridae
Wszystkie korale z rodziny Stylasteridae są chronione prawnie. Handel nowymi egzemplarzami wymaga zezwolenia. Potocznie są nazywane „koralami koronkowymi” (ang. lace corals). Tworzą delikatne i z reguły małe kolonie z wyglądu jednopłaszczyznowe lub lekko drzewiaste. Najczęściej można je spotkać na głębokościach od 200 do 400 metrów w pobliżu wysp oceanicznych i atoli. 
Ich szkielety są zbudowane z aragonitu. Kolor od lekko różowego aż do czerwonego nadają szkieletom barwinki karotenoidowe. Na ich powierzchni znajdują się pory ułożone w okrągłe wzory. W jubilerstwie korale Stylaster są impregnowane i ewentualnie także barwione, aby lepiej imitować korale szlachetne. Głównie wyrabia się z nich koraliki i kaboszony. 
W przyrodzie występują korale Stylaster o naturalnym zabarwieniu purpurowym (S. californicus) i fioletowym (S. subviolaceus). Od początku lat 70. XX wieku z poławianego w płytkich wodach (0 do 110 metrów) w okolicach od San Francisco do Baja Kalifornia Stylaster californicus wykonywano biżuterię lub sprzedawano jako kuriozum. 

### Współczesne i kopalne skleraktinia

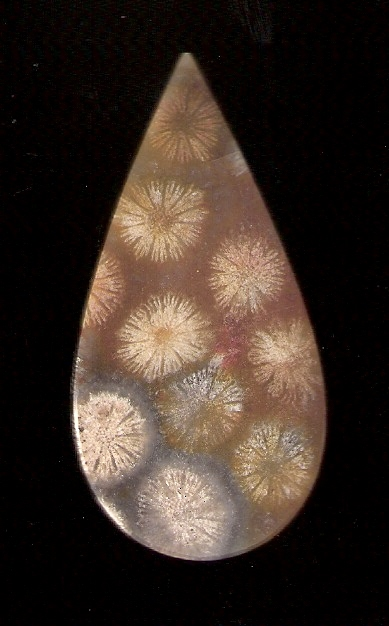
Ozdoba ze skamieniałego korala

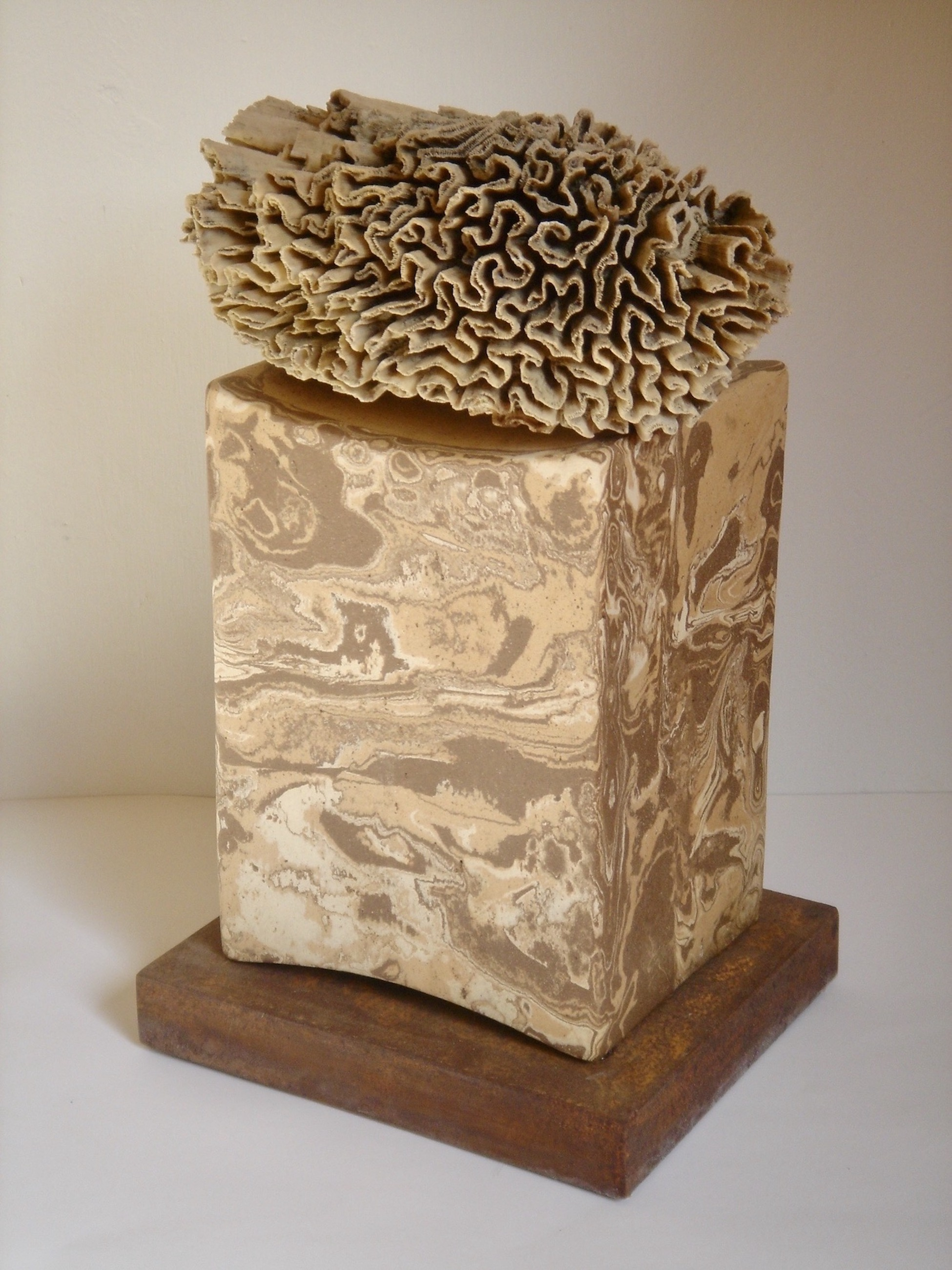
Skamieniały koral w sztuce

Współczesne korale madreporowe (skleraktinia) są nierzadko wykorzystywane w jubilerstwie. Obejmują około 1500 gatunków i występują na całym świecie w wodach strefy tropikalnej, umiarkowanej i polarnej. Około połowa z tych korali żyje głównie w formie kolonii i buduje rafy koralowe w płytkich wodach tropikalnych. Pozostała część obejmuje przede wszystkim pojedyncze korale egzystujące we wszystkich regionach oceanów. 
Szkielety współczesnych korali madreporowych są zbudowane z węglanu wapnia wyłącznie w postaci aragonitu (wyjątkiem jest szkielet Paraconotrochus antarcticus składający się z warstwy kalcytowej i aragonitowej) i są różnorodne pod względem wyglądu i wielkości, mogą być porowate lub nieperforowane. Wysuszona koralowina ma zwykle jednolity kolor biały lub białawy, jest twarda i matowa, a na jej powierzchni, szczególnie w powiększeniu, widać wzór utworzony przez pojedyncze korality, przypominający „kratery”. 
Koraliki z koralowiny korali madreporowych są najczęściej farbowane na jaskrawe kolory. Obrobione koraliki, szczególnie zrobione z koralowiny nieperforowanej, mogą być dość błyszczące. W sprzedaży znajdują się też żywe kolonie korali madreporowych dla akwarystów oraz wysuszone kolonie oferowane jako kuriozum.
Ozdoby są również wykonywane z wydobytych skamieniałych (kopalnych) korali madreporowych, czyli martwych korali madreporowych, które były na stałe ukryte pod ziemią i mogły dodatkowo ulec skamienieniu lub modyfikacji mineralogicznej. Ich brązowawa plamista powierzchnia jest gładka i może być na niej widoczny wzór utworzony z koralitów jako wzór na kamieniu, a nie „kratery”, szczególnie dobrze widoczny na spłaszczonych rombowatych breloczkach. W handlu koraliki z korala skamieniałego mają najczęściej kolory od podpalanego do brązowego, ale mogą być też żółtawe lub różowe.